# Diritto finanziario
Il diritto finanziario è quella branca del diritto che studia la finanza pubblica, ovvero le entrate e le spese dello Stato e degli altri enti pubblici.

## Scopo
Lo scopo del diritto finanziario è quello di regolamentare al meglio l'attività di reperimento delle risorse (diritto delle entrate) da utilizzare per il soddisfacimento dei bisogni pubblici (diritto delle spese).
Lo studio del diritto finanziario è altresì l'individuazione del sistema fiscale più idoneo per raggiungere il benessere sociale: lo sviluppo economico, una distribuzione equa della ricchezza e del reddito prodotto, l'efficiente allocazione delle risorse e la stabilità della crescita economica.

## Rapporti con altre discipline e partizioni
Nel settore dell'economia pubblica, il soggetto attivo (lo Stato) effettua le sue scelte in condizioni di superiorità e le impone ai soggetti passivi (cittadini). Pertanto il diritto finanziario, occupandosi dei rapporti economici svolti in un assetto coercitivo, poiché lo Stato si pone in una condizione di supremazia nei confronti dei privati, è a sua volta una branca del diritto pubblico, l'insieme delle norme che regolamentano l'attività dello Stato come ente dotato di potestà d'imperio.
La corrispondente partizione dell'economia relativa al diritto finanziario è la scienza delle finanze.
Il diritto finanziario a sua volta si divide in vari sottogruppi, il più importante dei quali è il diritto tributario.